# فیورنتینو
فیورنتینو (به ایتالیایی: Fiorentino) شهری در کشور سن مارینو است که ۶٬۵۶ کیلومتر مربع مساحت دارد و جمعیت آن در سال ۱۹۹۵ میلادی ۱٫۷۹۸ نفر و در سال ۲۰۰۸ میلادی ۲٫۲۵۳ نفر بوده‌است.